# Jerry García Band
Pour leur album, voir Jerry Garcia Band (album).
Pour les articles homonymes, voir JGB.
The Jerry Garcia Band (JGB) était un groupe américain de Rock mené par Jerry Garcia des Grateful Dead. Le groupe est créé en 1975. De tous les projets solos menés par les membres du Grateful Dead jusqu'à la dissolution du groupe en 1995, après la mort de Jerry Garcia, il demeure le plus abouti.

## Histoire
Au cours des années, la formation a changé un certain nombre de fois. Le membre le plus constant, si l'on excepte Garcia, a été le bassiste John Kahn. Melvin Seals a aussi souvent tenu les claviers à partir de 1980. Melvin Seals a dirigé le groupe après la mort de Garcia. Il a alors pris le nom de JGB.
Les changements de styles musicaux du groupe reflètent les divers intérêts musicaux de Jerry Garcia . Comme les Grateful Dead, le Jerry Garcia Band a joué du rock influencé de blues, folk, country, et de jazz. Le groupe a également joué du rhythm and blues, reggae, et des versions rock de morceaux de folks music. En outre, comme le Grateful Dead, Jerry Garcia Band a pratiqué l'improvisation musicale.
En 1986, dans le cadre d'une série de concerts acoustiques, le groupe a été réduit à sa plus simple expression, Jerry Garcia à la guitare électro-acoustique et John Kahn à la contrebasse, pour une série de concerts à San Rafael en Californie
Pendant la vie de Garcia, Jerry Garcia Band a sorti deux albums studio, Reflections en 1976 et Cats Under the Stars en 1978, et un album concert, Jerry Garcia Band. Plusieurs autres albums concert sont sortis après la mort de Jerry Garcia.

## Discographie

### Albums
- Cats Under the Stars – 1978
- Jerry Garcia Band – 1991
- How Sweet It Is – 1997
- Shining Star – 2001

### Pure Jerry
- Pure Jerry: Theatre 1839, July 29 and 30, 1977 – 2004
- Pure Jerry: Lunt-Fontanne, New York City, October 31, 1987 – 2004
- Pure Jerry: Lunt-Fontanne, New York City, The Best of the Rest, October 15–30, 1987 – 2004
- Pure Jerry: Keystone Berkeley, September 1, 1974 - 2004
- Pure Jerry: Merriweather Post Pavilion, September 1 & 2, 1989 – 2005
- Pure Jerry: Warner Theatre, March 18, 1978 – 2005
- Pure Jerry: Coliseum, Hampton, VA, November 9, 1991 (avec Bruce Hornsby) – 2006

### Garcia live
- Vol.1, Jerry Garcia Band, March 1st 1980, Capitol Theatre - 2013
- Vol.2, Jerry Garcia Band, August 5th 1990, Greek Theatre - 2013
- Vol.4, Jerry Garcia Band, March 22nd 1978, Sebastopol, Ca - 2014
- Vol.5,  Jerry Garcia Band, December 31th, 1975, Keystone, Berkeley, CA - 2014
- Vol.7,  Jerry Garcia Band, November 8th, 1976, Sophie, Palo Alto, CA - 2015
- Vol.8,  Jerry Garcia Band, November 23th, 1991, Bradley Center, Milwaukee - 2016

### Autres enregistrements live
- Don't Let Go, Mai 21, 1976, 2001
- After Midnight: Kean College, 2/28/80, February 28, 1980, 2004
- Let It Rock, Keystone Berkeley, November 17 & 18, 1975, 2009
- Fall 1989: The Long Island Sound, 2013

### DVD
- Live at Shoreline, 1er septembre 1990. 2005.